# Scuola dei Linaroli
La Scuola dei Linaroli (ou scuola di Santa Apollonia dei linaroli e scuola dei Santi Filippo e Giacomo, école de Sainte Apolline des marchands de lin et école des saints Philippe et Jacques) de Venise est une école de dévotion et de charité dédiée aux artisans vendant des tissus de toile peignée et des toiles de chanvre.
Elle est située aux  fondamenta Sant'Apollonia dans le sestiere de Castello.
La sainte patronne de l'Art était Sainte Apolline.